# Doomdark's Revenge
Doomdark's Revenge es la segunda parte del juego The Lords of Midnight, creado por Mike Singleton para ZX Spectrum, Commodore 64 y Amstrad CPC. Tiene la misma dinámica que el Lords, pero añade más detalles y complejidad, con muchos más personajes y un mapa más grande.
- Datos: Q5297085